# Zasmidium cellare

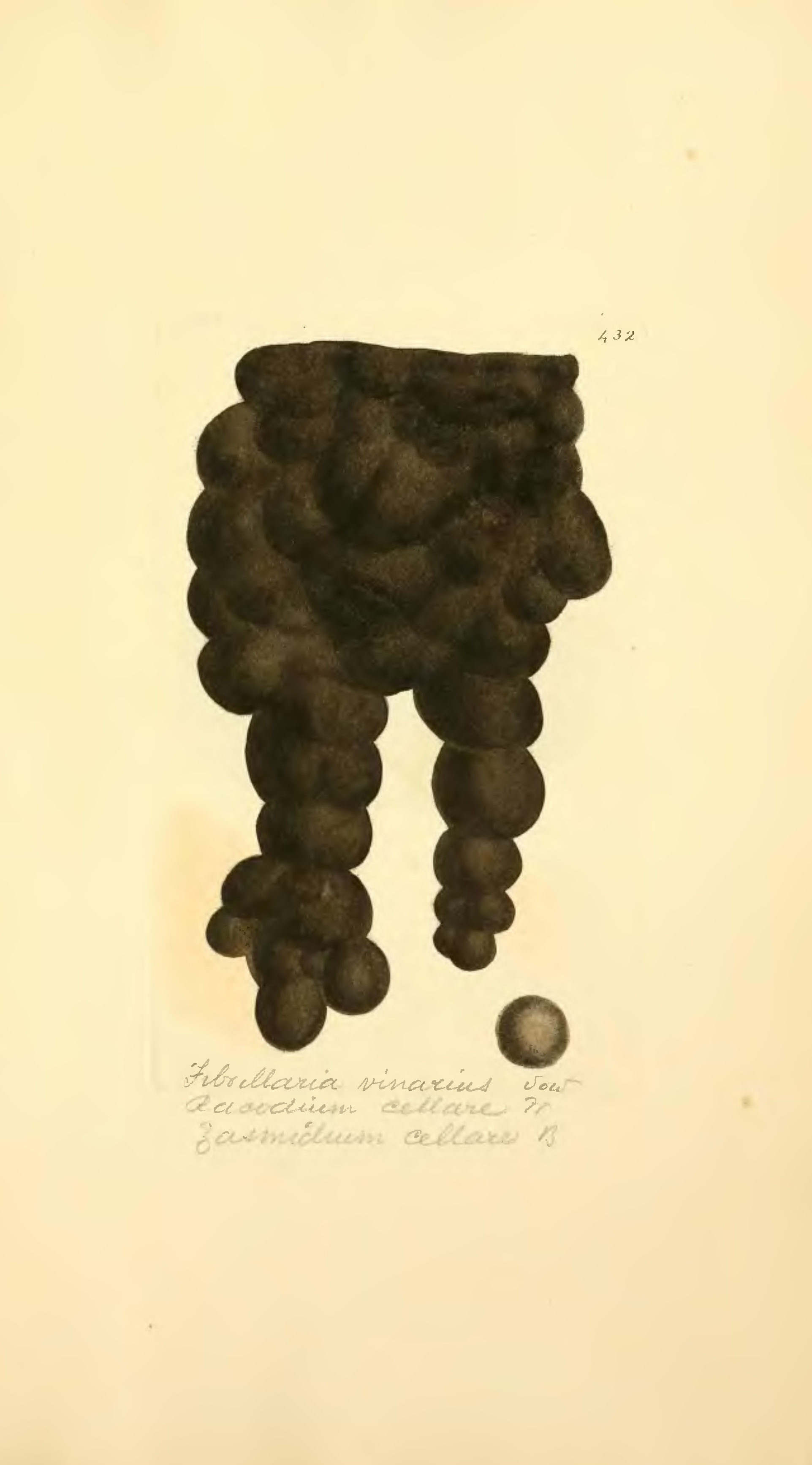
Grzybnia Zasmidium cellare

Zasmidium cellare (Pers.) Fr. – gatunek grzybów z rodziny Mycosphaerellaceae. Występuje w różnych środowiskach, m.in. w piwnicach i magazynach na wino, piwo i brandy. Notowany był również w Polsce. 

## Systematyka i nazewnictwo
Pozycja w klasyfikacji według Index Fungorum: Zasmidium, Mycosphaerellaceae, Capnodiales, Dothideomycetidae, Dothideomycetes, Pezizomycotina, Ascomycota, Fungi.
Gatunek ten po raz pierwszy opisał w 1794 r. Christiaan Hendrik Persoon  nadając mu nazwę Racodium cellare. Elias Fries w 1849 r. przeniósł go do rodzaju Zasmidium.
Synonimy:
- Cladosporium cellare (Pers.) Schanderl 1936
- Racodium cellare Pers. 1794
- Rhinocladiella cellaris (Pers.) M.B. Ellis 1971
- Rhinocladiella ellisii D. Hawksw. 1977

## Budowa i rozwój
Zasmidium cellare tworzy strzępki o długości do 5 mm, szerokości 2–2,2 μm i ściankach o grubości ścianki 0,5–0,6 μm. Strzępki powietrzne są brodawkowate, rzadko inkrustowane, o barwie od blado brązowej do oliwkowobrązowej, rozgałęzione, z cienką przegrodą.
Zarodniki konidialne tworzy rzadko lub wcale. Stan płciowy Z. cellare jest trudny do określenia. Rzadko lub nigdy nie występuje w postaci anamorfy. Przez niektórych mykologów jest określany jako amorficzny lub znajdujący się w stanie pośrednim między anamorfą a teleomorfą, inni uważają, że jest sterylny i rozmnaża się tylko przez fragmentację. Oczekiwane są dalsze spostrzeżenia na ten temat, zanim poznamy rozmnażanie tego gatunku. Ten aspekt jego cyklu życiowego sprawia, że Z. cellare jest wyjątkowy wśród większości innych workowców. 
W laboratorium Zasmidium cellare może być hodowany na różnych podłożach, w tym na agarze MAA, PdA i mące kukurydzianej, na podłożach niskowęglowodanowych (np. 10 g/l glukozy + 10 g/l peptonu)
Z. cellare morfologicznie bardzo podobny jest do Cladosporium sphaerospermum, który  powszechnie występuje na sufitach pryszniców i może żywić się olejem zawartym w farbach. C. sphaerospermum bardzo trudno jednak pozbyć się, Z. cellare natomiast wymaga bardzo niewiele ingerencji, aby zahamować jego wzrost. Nawet niewielka tylko dbałość o czystość piwnicy może zapobiec jego rozwojowi. Stalowe zbiorniki do starzenia są kolejnym inhibitorem jego wzrostu. Stal jest mniej porowata niż drewno i zapobiega dyfuzji oparów alkoholu do środowiska i już to może wystarczyć do wyginięcia Z. cellare.

## Wpływ na zdrowie człowieka
Nie zarejestrowano żadnego przypadku patologicznego wpływu Z. cellare na zdrowego człowieka. Tradycyjni europejscy winiarze nazywają go szlachetną pleśnią piwniczną i od dawna uważają, że korzystnie wpływa on na zdrowie ludzi. Zaobserwowali, że eliminuje zapach stęchlizny. Używany jest np. przy produkcji niektórych win Tokaj. Jednak dla ludzi osłabionych może być szkodliwy. Dla angielskiego lekarza sir Johna Floyera obecność Z. cellare miała szkodliwe konsekwencje. W swoim eseju A Treatise of the Asthma (1698) wspomina, że przebywanie w pobliżu piwnicy, która w tym czasie w Wielkiej Brytanii prawdopodobnie była pokryta Z. cellare, wywołało u niego ataki astmy. Chociaż jest to dowód poszlakowy, wskazuje to, że Z. cellare może powodować reakcję immunologiczną u niektórych predysponowanych osób.